# 尼克·韋克斯勒 (演員)
尼克·韋克斯勒（英語：Nick Wechsler，1978年9月3日—）是美國的一位演員。他出演過最著名的角色有在WB電視網製作的電視劇羅斯威爾中出演凱爾·瓦倫提，以及在美國廣播公司製作的電視劇復仇中出演傑克·波特。